# Гай Матий
Гай Матий (на латински: Gaius Matius; † след 44 пр.н.е.) е римски гражданин и приятел на Гай Юлий Цезар и Марк Тулий Цицерон.

## Биография
Произлиза от род Матии (gens Matia). Той е свръзка между Цезар и Цицерон, който често го споменава в писмата си. Той не изпълнява политическа дейност, но по време на Гражданската война работи за Цезар.
Вероятно е адресантът на писмото на Цезар от 47 пр.н.е., в което съобщава своята победа над боспорския цар Фарнак II с известните думи Veni, vidi, vici. Неговият биограф Плутарх споменава един Amintus, но това име не е доказано.
След смъртта на Цезар Матий е привърженик първо с Марк Антоний, след това с Октавиан Август.
Вероятно има син Гай Матий, който е написал според Плиний Стари три готварски книги (minutal Matianum).